# Fanorona
Fanorona é um jogo de tabuleiro de dois jogadores, originário de Madagascar e baseado no jogo Alquerque.
O tabuleiro do jogo é composto de linhas verticais, horizontais e diagonais, cujas interseções são as casas do tabuleiro:
Cada jogador controla 22 peças, que são posicionadas antes da partida, deixando vazia a casa central:
Os adversários jogam alternadamente, movimentando uma peça de cada vez, podendo efetuar captura de peças adversárias. O jogador que ficar sem peças perde a partida.
O movimento consiste em deslocar uma peça para uma posição vazia adjacente (que deve estar ligada à posição inicial por uma linha). Há dois modos de capturar peças adversárias: por aproximação e por afastamento. Se a posição final do movimento for adjacente a uma peça adversária na direção do movimento, então a peça adversária e todas as outras peças adversárias adjacentes na direção do movimento são capturadas e saem do jogo (captura por aproximação). A captura pode ainda ser feita ao se afastar de uma peça adversária adjacente na direção do movimento (captura por afastamento).
Ao realizar uma captura, o jogador pode realizar outros movimentos de captura com a mesma peça na mesma jogada (exceto na primeira jogada do jogador na partida).

## No Brasil
O Fanorona é vendido no Brasil pela Crefisa
e também (com o nome de Fanorana) pela L. P. Septímio.